# Valas
Valas je 16.857. najbolj pogost priimek v Sloveniji, ki ga je po podatkih Statističnega urada Republike Slovenije na dan 1. januarja 2021 uporabljalo 13 oseb. Najbolj pogost je v Goriški (7 oseb) in Osrednjeslovenski (6 oseb) statistični regiji. Na Goriškem je na 1.824. mestu.